# Serie B 2010-2011 (calcio a 5)
La Serie B 2010-2011 è stato il tredicesimo campionato nazionale di terzo livello e la ventunesima edizione assoluta della categoria; si è svolto tra il 25 settembre 2010 e il 2 aprile 2011, prolungandosi fino al 21 maggio con la disputa delle partite di spareggio.
È stata l'ultima edizione articolata in gironi da 14 squadre, infatti dall'edizione seguente queste saranno ridotte di due unità.
Il meccanismo di promozione alla categoria superiore prevede otto pass: oltre alle vincitrici dei sei gironi, salgono in serie A2 anche le due vincitrici dei play-off, a cui accedono le squadre classificatesi tra il secondo e il quinto posto dei sei gironi. Dopo un primo turno preliminare ad eliminazione diretta in cui le squadre dello stesso girone si affrontano in gare di andata e ritorno, segue un secondo turno articolato in triangolari dai quali solo le prime classificate si qualificano alle due finali promozione, giocate in gare di andata e ritorno. Per quanto riguarda le retrocessioni, scendono direttamente in serie C1 le squadre classificatesi agli ultimi tre posti (ultimi due nei gironi composti da 13 formazioni); la decima e l'undicesima classificata di ogni girone si scontrano nei play-out per determinare la quarta retrocessione.

## Girone A

### Partecipanti
Il girone A comprende sei società provenienti dalla Lombardia, due rispettivamente da Emilia-Romagna, Liguria e Piemonte, e una ciascuna da Valle d'Aosta e Veneto. Le novità nel girone sono rappresentate dalla Polisportiva Circolo Giovanile Bresso impostasi nei play-off nazionali e dalle vincitrici dei campionati regionali ovvero CRD Torino, Lecco, Real Casagrande ma non dal San Lorenzo della Costa che dopo aver vinto la serie C ligure, ha rinunciato per il secondo anno consecutivo alla categoria. Anche il Bergamo Calcio a 5 non ha presentato domanda di iscrizione alla categoria, ripartendo dal campionato di serie C2 regionale. Per evitare inutili competizioni, Torino Cesana e Sporting Rosta hanno stipulato un accordo di collaborazione che vede lo Sporting Rosta iscriversi in serie C2 e fungere da team satellite del Cesana, che continuerà a disputare la serie B. A completamento dell'organico sono state ripescate il Via San Vincenzo (sconfitta nella finale dei play-off nazionali di Serie C dallo Studio4), l'Ospedaletti nonché la retrocessa Bergamo Calcetto.

### Classifica[4]
|  | Pos. | Squadra            | Pt | G  | V  | N | P  | GF  | GS  | DR   |
|  | ---- | ------------------ | -- | -- | -- | - | -- | --- | --- | ---- |
|  | 1.   | Toniolo Milano     | 66 | 26 | 21 | 3 | 2  | 125 | 75  | +50  |
|  | 2.   | Reggiana           | 65 | 26 | 21 | 2 | 3  | 161 | 58  | +103 |
|  | 3.   | Lecco              | 53 | 26 | 17 | 2 | 7  | 108 | 60  | +48  |
|  | 4.   | Torino Cesana      | 47 | 26 | 13 | 8 | 5  | 108 | 78  | +30  |
|  | 5.   | CRD Torino         | 45 | 26 | 14 | 3 | 9  | 103 | 75  | +28  |
|  | 6.   | Real Cornaredo     | 41 | 26 | 13 | 2 | 11 | 101 | 88  | +13  |
|  | 7.   | Real Casalgrandese | 37 | 26 | 11 | 4 | 11 | 94  | 103 | -9   |
|  | 8.   | Bergamo Calcetto   | 34 | 26 | 10 | 4 | 12 | 91  | 98  | -7   |
|  | 9.   | San Vincenzo       | 30 | 26 | 7  | 9 | 10 | 83  | 99  | -16  |
|  | 10.  | Domus Bresso       | 27 | 26 | 8  | 6 | 12 | 82  | 105 | -23  |
|  | 11.  | PCG Bresso         | 24 | 26 | 6  | 6 | 14 | 71  | 108 | -37  |
|  | 12.  | Petrarca           | 22 | 26 | 6  | 4 | 16 | 69  | 104 | -35  |
|  | 13.  | Aymavilles         | 19 | 26 | 5  | 4 | 17 | 58  | 102 | -44  |
|  | 14.  | Ospedaletti        | 4  | 26 | 1  | 1 | 24 | 69  | 170 | -101 |

#### Verdetti[6]
- Toniolo Milano promossO in serie A2 2011-12.
- Bergamo Calcetto rinuncia all'iscrizione al campionato di serie B, ripartendo dalla serie C2 regionale.
- CRD Torino si fonde con l'Elledì Carmagnola, dando vita al "CLD Carmagnola".
- Aymavilles, Ospedaletti City Touring, Petrarca e, dopo i play-out, PCG Bresso retrocessI nei campionati regionali ma successivamente ripescate.

## Girone B

### Partecipanti
Il girone B comprende sei società provenienti dalla Toscana, tre dal Veneto, due dal Friuli-Venezia Giulia e dall'Emilia-Romagna e il solo C5 Futsal Bolzano 2007, vincitore della serie C1, a rappresentare il Trentino-Alto Adige. Le altre società impostesi nei rispettivi campionati regionali sono CAME Dosson, New Team (con sede a Sagrado), CMC Livorno mentre i bolognesi dello Studio4 hanno vinto i play-off nazionali di serie C1. Il Petrarca è stato spostato nel girone A mentre il Futsal Tirrenia non ha presentato domanda di iscrizione, venendo rimpiazzato dal ripescaggio del Pordenone.

### Classifica[4]
|  | Pos. | Squadra          | Pt | G  | V  | N  | P  | GF  | GS  | DR  |
|  | ---- | ---------------- | -- | -- | -- | -- | -- | --- | --- | --- |
|  | 1.   | Villorba         | 58 | 26 | 17 | 7  | 2  | 122 | 63  | +59 |
|  | 2.   | New Team FVG     | 56 | 26 | 17 | 5  | 4  | 129 | 70  | +59 |
|  | 3.   | Prato            | 49 | 26 | 14 | 7  | 5  | 89  | 61  | +28 |
|  | 4.   | Poggibonsese     | 47 | 26 | 14 | 5  | 7  | 103 | 64  | +39 |
|  | 5.   | Imola            | 46 | 26 | 15 | 1  | 10 | 82  | 73  | +9  |
|  | 6.   | Carrè Chiuppano  | 45 | 26 | 14 | 3  | 9  | 103 | 82  | +21 |
|  | 7.   | CAME Treviso     | 41 | 26 | 10 | 11 | 5  | 70  | 67  | +3  |
|  | 8.   | Atlante Grosseto | 28 | 26 | 7  | 7  | 12 | 76  | 93  | -17 |
|  | 9.   | CMC Livorno      | 28 | 26 | 8  | 4  | 14 | 76  | 101 | -25 |
|  | 10.  | Pordenone        | 24 | 26 | 6  | 6  | 14 | 79  | 87  | -8  |
|  | 11.  | L'Oasi           | 24 | 26 | 6  | 6  | 14 | 74  | 108 | -34 |
|  | 12.  | Bolzano 2007     | 23 | 26 | 7  | 2  | 17 | 61  | 124 | -63 |
|  | 13.  | Studio4          | 21 | 26 | 6  | 3  | 17 | 58  | 101 | -43 |
|  | 14.  | Isolotto         | 20 | 26 | 5  | 5  | 16 | 67  | 95  | -28 |

#### Verdetti[6]
- Villorba promosso in serie A2 2011-12.
- Bolzano 2007 e Studio4 retrocessi nei campionati regionali.
- Isolotto e, dopo i play-out, Pordenone retrocessi ma in seguito ripescate.

## Girone C

### Partecipanti
Il girone C comprende nove società marchigiane, tre umbre, una romagnola e una laziale ovvero l'Orte che appartiene tuttavia al Comitato Regionale dell'Umbria; gli ortani, retrocessi nella stagione 2008-09 hanno immediatamente vinto la serie C1 umbra, facendo ritorno in serie B dopo appena una stagione di assenza. Dalla serie C1 delle Marche provengono invece il Real Monturano, vincitore del campionato, e il Circolo ACLI San Giuseppe (con sede a Jesi) detentore della Coppa Italia nazionale di serie C1. Il Terni è stato ripescato in serie A2 mentre Atletico Teramo e Raiano hanno rinunciato all'iscrizione; a completamento dell'organico sono quindi state ripescate il Makkia Urbino e le retrocesse Tre Colli Ancona e Virtus Gualdo. La Virtus Montecastelli ha spostato la sede sociale da Montecastelli a Città di Castello, adeguando di conseguenza la propria denominazione in "Virtus Castello".

### Classifica[4]
|  | Pos. | Squadra           | Pt | G  | V  | N | P  | GF  | GS  | DR   |
|  | ---- | ----------------- | -- | -- | -- | - | -- | --- | --- | ---- |
|  | 1.   | Civitanova        | 64 | 26 | 21 | 1 | 4  | 154 | 55  | +99  |
|  | 2.   | Forlì             | 60 | 26 | 19 | 3 | 4  | 127 | 53  | +74  |
|  | 3.   | Real Monturano    | 57 | 26 | 18 | 3 | 5  | 126 | 85  | +41  |
|  | 4.   | Palextra Fano     | 46 | 26 | 14 | 4 | 8  | 107 | 75  | +32  |
|  | 5.   | CUS Ancona        | 43 | 26 | 13 | 4 | 9  | 139 | 93  | +46  |
|  | 6.   | Urbino            | 40 | 26 | 11 | 7 | 8  | 94  | 82  | +12  |
|  | 7.   | Virtus Gualdo     | 39 | 26 | 12 | 3 | 11 | 116 | 99  | +17  |
|  | 8.   | Numana-Cameranese | 37 | 26 | 11 | 4 | 11 | 101 | 101 | 0    |
|  | 9.   | San Giuseppe Jesi | 37 | 26 | 10 | 7 | 9  | 109 | 111 | -2   |
|  | 10.  | Orte              | 36 | 26 | 10 | 6 | 10 | 107 | 99  | +8   |
|  | 11.  | Miracolo Piceno   | 35 | 26 | 11 | 2 | 13 | 107 | 107 | 0    |
|  | 12.  | Tre Colli Ancona  | 15 | 26 | 5  | 0 | 21 | 79  | 139 | -60  |
|  | 13.  | Coar Orvieto      | 10 | 26 | 3  | 1 | 22 | 67  | 184 | -117 |
|  | -    | Montecastelli     | 2  | 26 | 1  | 1 | 24 | 26  | 176 | -150 |

#### Verdetti[6]
- Civitanova promosso in serie A2 2011-12.
- COAR Orvieto e Tre Colli Ancona retrocessi nei campionati regionali.
- Virtus Castello esclusa dal campionato dopo la quarta rinuncia (17ª giornata). Tutte le gare residuali in calendario sono state considerate perse con il punteggio di 0-6 a favore della società antagonista[11]
- Palextra Fano promosso in serie A2 dopo i play-off, si fonde con il Pesaro Five dando vita al "PesaroFano".
- Real Monturano e Virtus Gualdo rinunciano all'iscrizione al campionato di serie B, ripartendo rispettivamente dal campionato di serie serie D e di Serie C2.
- Miracolo Piceno cede il proprio titolo sportivo al Futsal Portos.
- Orte retrocesso dopo i play-out ma in seguito ripescato.

## Girone D

### Partecipanti
Il girone D comprende cinque società abruzzesi, tre campane, altrettante pugliesi e due molisane. Dai campionati regionali sono state promosse la Pino di Matteo (con sede a Paglieta), il Torre Magliano e la Fuente Foggia. Il Real Macerone, vincitore della serie C1 della Campania durante l'estate si è fuso con la RMA Bagnolese, dando vita al "Real Napoli Futsal" mentre la Mecobil Pese non ha presentato domanda di iscrizione. Anche l'Azzurra Paganese e il Santa Maria-Scafati provengono dal girone F dove sono state inserite il Real Molfetta, lo Sporting Modugno nonché il Real Team Matera, nato durante l'estate dall'unione di Mathera e Team Matera e il Futsal Giovinazzo, risultato dell'unione del Gruppo Sportivo Giovinazzo con l'Atletico Giovinazzo. L'Olimpiadi Bisceglie è stata ripescata in serie A2 mentre Fratelli Cambise (con sede a Trasacco, finalista play-off nazionali di serie C1), Real Dem e le retrocesse Barletta e Manfredonia sono state a loro volta ripescate in serie B.

### Classifica[4]
|  | Pos. | Squadra             | Pt | G  | V  | N | P  | GF  | GS  | DR   |
|  | ---- | ------------------- | -- | -- | -- | - | -- | --- | --- | ---- |
|  | 1.   | Loreto Aprutino     | 58 | 24 | 18 | 4 | 2  | 122 | 56  | +66  |
|  | 2.   | Real Napoli         | 58 | 24 | 19 | 1 | 4  | 149 | 60  | +89  |
|  | 3.   | Scafati-Santa Maria | 53 | 24 | 17 | 2 | 5  | 119 | 50  | +69  |
|  | 4.   | Venafro             | 42 | 24 | 14 | 0 | 10 | 99  | 85  | +14  |
|  | 5.   | Torre Magliano      | 40 | 24 | 12 | 4 | 8  | 93  | 78  | +15  |
|  | 6.   | Manfredonia         | 36 | 24 | 11 | 3 | 10 | 82  | 82  | 0    |
|  | 7.   | Fuente              | 31 | 24 | 10 | 1 | 13 | 100 | 114 | -14  |
|  | 8.   | Azzurra Paganese    | 31 | 24 | 9  | 4 | 11 | 92  | 107 | -15  |
|  | 9.   | Fratelli Cambise    | 27 | 24 | 8  | 3 | 13 | 74  | 88  | -14  |
|  | 10.  | Pino di Matteo      | 24 | 24 | 7  | 3 | 14 | 79  | 106 | -27  |
|  | 11.  | Sporting Ortona     | 24 | 24 | 7  | 3 | 14 | 97  | 128 | -31  |
|  | 12.  | Barletta            | 22 | 24 | 7  | 1 | 16 | 71  | 121 | -50  |
|  | 13.  | Real Dem            | 6  | 24 | 2  | 1 | 21 | 47  | 149 | -102 |

#### Verdetti[6]
- Loreto Aprutino promosso in serie A2 2011-12.
- Barletta, Real Dem e, dopo i play-out, Pino di Matteo retrocessi in serie C1 2011-12.
- Scafati-Santa Maria ripescato in serie A2.
- Sporting Ortona e Torre Magliano rinunciano all'iscrizione al campionato di serie B, disimpegnandosi dalla disciplina ma continuando le rispettive attività nel calcio a 11.

## Girone E

### Partecipanti
Il girone E comprende nove società laziali e quattro sarde. Dai campionati regionali sono state promosse il Basilea C5 (con sede a Carbonia) e l'Aloha C5 (con sede a Zagarolo) impostosi nei play-off nazionali di serie C1 mentre la Virtus Guidonia, vincitrice della serie C1 laziale ha ceduto il titolo sportivo alla Canottieri Lazio. La Carlisport Ariccia (serie C1) ha incorporato la Polaris mentre il Domus Chia, retrocessa al termine dello scorso campionato di serie A2, è stata ripescata nella medesima categoria. Al posto della società sarda e del Salaria Sport Village che non ha presentato domanda di iscrizione, sono state ripescate le retrocesse Pro Capoterra e ZIR Pratosardo.

### Classifica[4]
|                                          | Pos. | Squadra            | Pt | G  | V  | N | P  | GF  | GS  | DR  |
| ---------------------------------------- | ---- | ------------------ | -- | -- | -- | - | -- | --- | --- | --- |
| Vincitrice della Coppa Italia di Serie B | 1.   | Canottieri Lazio   | 64 | 24 | 21 | 1 | 2  | 114 | 41  | +73 |
|                                          | 2.   | Palestrina         | 52 | 24 | 16 | 4 | 4  | 94  | 59  | +35 |
|                                          | 3.   | Latina             | 51 | 24 | 16 | 3 | 5  | 108 | 72  | +36 |
|                                          | 4.   | L'Acquedotto       | 48 | 24 | 15 | 3 | 6  | 86  | 63  | +23 |
|                                          | 5.   | Albano             | 40 | 24 | 12 | 4 | 8  | 76  | 59  | +17 |
|                                          | 6.   | Civis Colleferro   | 37 | 24 | 10 | 7 | 7  | 85  | 74  | +9  |
|                                          | 7.   | Pro Capoterra      | 34 | 24 | 11 | 1 | 12 | 67  | 74  | -7  |
|                                          | 8.   | Aloha              | 29 | 24 | 9  | 2 | 13 | 114 | 129 | -15 |
|                                          | 9.   | Carlisport Ariccia | 26 | 24 | 8  | 2 | 14 | 59  | 91  | -32 |
|                                          | 10.  | Basilea C5         | 25 | 24 | 7  | 4 | 13 | 72  | 85  | -13 |
|                                          | 11.  | Pratosardo         | 18 | 24 | 6  | 0 | 18 | 59  | 96  | -37 |
|                                          | 12.  | Alphaturris        | 17 | 24 | 5  | 2 | 17 | 57  | 101 | -44 |
|                                          | 13.  | Elmas              | 9  | 24 | 2  | 3 | 19 | 58  | 105 | -47 |

#### Verdetti[6]
- Canottieri Lazio e, dopo i play-off, Palestrina promosse in serie A2 2011-12.
- Alphaturris, Elmas e, dopo i play-out, ZIR Pratosardo retrocesse nei campionati regionali ma in seguito ripescate.

## Girone F

### Partecipanti
Il girone F comprende otto società pugliesi, tre lucane, due calabresi e solamente il neopromosso Sporting Peloro Messina provenire dalla Sicilia. Le altre società vincitrici dei rispettivi campionati regionali sono la Libertas Scanzano e il Futsal Rogliano mentre il Real Mola Puglia, fusosi durante l'estate con la Virtus Mola a formare il "Futsal Mola" ha conseguito la promozione attraverso i play-off. Acireale, Azzurri Conversano e Regalbuto sono state ripescate in serie A2 mentre Real Reggio (fusasi con la Licogest Vibo Valentia in serie A2) e Real Toco non hanno presentato domanda di iscrizione. Al loro posto sono state ripescate Fata Morgana (finalista play-off nazionali serie C1), Aiace Conversano e le retrocesse MECO Potenza e Martina C5.

### Classifica[17]
|  | Pos. | Squadra          | Pt | G  | V  | N | P  | GF  | GS  | DR   |
|  | ---- | ---------------- | -- | -- | -- | - | -- | --- | --- | ---- |
|  | 1.   | Potenza          | 65 | 26 | 21 | 2 | 3  | 186 | 65  | +121 |
|  | 2.   | Peloro Messina   | 54 | 26 | 17 | 3 | 6  | 155 | 92  | +63  |
|  | 3.   | Real Molfetta    | 48 | 26 | 15 | 3 | 8  | 153 | 106 | +47  |
|  | 4.   | Giovinazzo       | 43 | 26 | 13 | 4 | 9  | 118 | 90  | +28  |
|  | 5.   | Sporting Modugno | 43 | 26 | 14 | 1 | 11 | 115 | 107 | +8   |
|  | 6.   | Real Team Matera | 42 | 26 | 13 | 3 | 10 | 126 | 87  | +39  |
|  | 7.   | Scanzano         | 42 | 26 | 13 | 3 | 10 | 118 | 95  | +23  |
|  | 8.   | Monopoli         | 40 | 26 | 12 | 4 | 10 | 106 | 83  | +23  |
|  | 9.   | Mola             | 39 | 26 | 12 | 3 | 11 | 110 | 99  | +11  |
|  | 10.  | Aiace Conversano | 36 | 26 | 9  | 9 | 8  | 135 | 104 | +31  |
|  | 11.  | Martina          | 28 | 26 | 8  | 4 | 14 | 118 | 143 | -25  |
|  | 12.  | Fata Morgana     | 25 | 26 | 7  | 4 | 15 | 93  | 131 | -38  |
|  | 13.  | Polignano        | 16 | 26 | 4  | 4 | 18 | 106 | 153 | -47  |
|  | 14.  | Rogliano         | 0  | 26 | 0  | 1 | 25 | 55  | 339 | -284 |

#### Verdetti[6]
- Potenza promosso in serie A2 2011-12.
- Polignano, Rogliano e, dopo i play-out, Martina retrocessi nei campionati regionali.
- Futsal Mola non si iscrive al campionato di serie B 2011-2012, cessando l'attività sportiva.
- Fata Morgana retrocessa ma in seguito ripescata.

## Play-off

### Primo turno[18]
Il primo turno è una fase a eliminazione diretta articolato in gare di andata e di ritorno. L'incontro di ritorno è effettuato in casa della squadra meglio classificata nella stagione regolare. Al termine degli incontri sono dichiarate vincenti le squadre che nelle due partite hanno ottenuto il maggior punteggio ovvero a parità di punteggio le squadre che avranno realizzato il maggior numero di reti. Nel caso di parità gli arbitri della gara di ritorno faranno disputare due tempi supplementari di 5 minuti ciascuno. Qualora anche al termine di questi le squadre fossero in parità sarà considerata vincente la squadra in migliore posizione di classifica al termine della stagione regolare.
| Squadra 1        | Totale | Squadra 2           | Andata | Ritorno |
| ---------------- | ------ | ------------------- | ------ | ------- |
| CRD Torino       | 8 - 9  | Reggiana            | 6 - 2  | 2 - 7   |
| Torino Cesana    | 4 - 10 | Lecco               | 1 - 2  | 3 - 8   |
| Imola            | 5 - 8  | New Team FVG        | 1 - 3  | 4 - 5   |
| Poggibonsese     | 3 - 4  | Prato               | 3 - 3  | 0 - 1   |
| CUS Ancona       | 5 - 7  | Forlì               | 1 - 3  | 4 - 4   |
| Palextra Fano    | 17 - 1 | Real Monturano      | 11 - 0 | 6 - 1   |
| Torre Magliano   | 3 - 18 | Real Napoli         | 3 - 12 | 0 - 6   |
| Venafro          | 1 - 6  | Scafati-Santa Maria | 1 - 2  | 0 - 4   |
| Albano           | 2 - 6  | Palestrina          | 2 - 2  | 0 - 4   |
| L'Acquedotto     | 3 - 5  | Latina              | 2 - 2  | 1 - 3   |
| Sporting Modugno | 7 - 16 | Peloro Messina      | 5 - 7  | 2 - 9   |
| Giovinazzo       | 8 - 6  | Real Molfetta       | 6 - 5  | 2 - 1   |

### Secondo turno

#### 1ª giornata[20]
23 aprile 2011
- Prato - Reggiana 3-4
- New Team - Lecco 2-1
- Sporting Peloro Messina - Real Napoli Futsal 2-4
- Scafati Santa Maria - Giovinazzo 5-0

#### 2ª giornata[21]
30 aprile 2011
- Forlì - Prato 4-0
- Lecco - Palextra Fano 2-2
- Rocca Massima Latina - Sporting Peloro Messina 7-3
- Giovinazzo - Palestrina 0-7

#### 3ª giornata[22]
7 maggio 2011
- Reggiana - Forlì 3-3
- Palextra Fano - New Team 6-2
- Real Napoli Futsal - Rocca Massima Latina 4-3
- Palestrina - Scafati Santa Maria 5-3

#### Triangolare 1
|  | Squadra  | P.ti | V | P | S | GF | GS | DR |
|  | -------- | ---- | - | - | - | -- | -- | -- |
|  | Forlì    | 4    | 1 | 1 | 0 | 7  | 3  | +4 |
|  | Reggiana | 4    | 1 | 1 | 0 | 7  | 6  | +1 |
|  | Prato    | 0    | 0 | 0 | 2 | 3  | 8  | -5 |
|  |          |      |   |   |   |    |    |    |

#### Triangolare 3
|  | Squadra        | P.ti | V | P | S | GF | GS | DR |
|  | -------------- | ---- | - | - | - | -- | -- | -- |
|  | Real Napoli    | 6    | 2 | 0 | 0 | 8  | 5  | +3 |
|  | Latina         | 3    | 1 | 0 | 1 | 10 | 7  | +3 |
|  | Peloro Messina | 0    | 0 | 0 | 2 | 11 | 5  | -6 |
|  |                |      |   |   |   |    |    |    |

#### Triangolare 2
|  | Squadra       | P.ti | V | P | S | GF | GS | DR |
|  | ------------- | ---- | - | - | - | -- | -- | -- |
|  | Palextra Fano | 4    | 1 | 1 | 0 | 8  | 4  | +4 |
|  | New Team FVG  | 3    | 1 | 0 | 1 | 4  | 7  | -3 |
|  | Lecco         | 1    | 0 | 1 | 1 | 3  | 4  | -1 |
|  |               |      |   |   |   |    |    |    |

#### Triangolare 4
|  | Squadra             | P.ti | V | P | S | GF | GS | DR  |
|  | ------------------- | ---- | - | - | - | -- | -- | --- |
|  | Palestrina          | 6    | 2 | 0 | 0 | 12 | 3  | +9  |
|  | Scafati-Santa Maria | 3    | 1 | 0 | 1 | 8  | 5  | +3  |
|  | Giovinazzo          | 0    | 0 | 0 | 2 | 0  | 12 | -12 |
|  |                     |      |   |   |   |    |    |     |

#### Terzo turno

##### Andata[23]
|            | Risultati |               | Luogo e data               |  |
| ---------- | --------- | ------------- | -------------------------- |  |
| Forlì      | 2-3       | Palextra Fano | Meldola, 14 maggio 2011    |  |
| Palestrina | 5-1       | Real Napoli   | Palestrina, 14 maggio 2011 |  |

##### Ritorno[24]
|               | Risultati |            | Luogo e data           |  |
| ------------- | --------- | ---------- | ---------------------- |  |
| Palextra Fano | 1-1       | Forlì      | Fano, 21 maggio 2011   |  |
| Real Napoli   | 3-6       | Palestrina | Napoli, 21 maggio 2011 |  |

## Play-out[25][26][27]
| Squadra 1       | Totale  | Squadra 2        | Andata | Ritorno     |
| --------------- | ------- | ---------------- | ------ | ----------- |
| PCG Bresso      | 5 - 6   | Domus Bresso     | 3 - 1  | 2 - 5       |
| L'Oasi          | 9 - 3   | Pordenone        | 5 - 0  | 4 - 3       |
| Miracolo Piceno | 8 - 7   | Orte             | 3 - 3  | 5 - 4       |
| Sporting Ortona | 8 - 7   | Pino di Matteo   | 5 - 6  | 3 - 1       |
| Pratosardo      | 4 - 6   | Basilea C5       | 1 - 1  | 3 - 5       |
| Martina         | 10 - 13 | Aiace Conversano | 7 - 3  | 3 - 10(dts) |